# Partito della Giustizia Sociale
Il Partito della Giustizia Sociale è stato un piccolo partito politico della repubblica del Nagorno Karabakh.
Ha concorso alle elezioni parlamentari del 2005 raccogliendo 788 voti pari al 1,2% e nessun seggio all'Assemblea nazionale. Dopo questa tornata elettorale non si è più presentato.
Il suo leader era Karen Ohanjanyan, coordinatore dell'organizzazione per i diritti umani "Helsinki Initiative '92", che fa parte del network "Helsinki Citizens Assembly". Questa piccola formazione politica si collocava in opposizione alla maggioranza di governo ed accolse con soddisfazione il risultato delle elezioni presidenziali del 2012 che riconfermarono il presidente uscente Bako Sahakyan ma con il candidato dell'opposizione Vitaly Balasanyan che guadagnò oltre il trenta per cento dei consensi.